# Виньо (Гуарда)
Виньо́ (порт. Vinhó) — район (фрегезия) в Португалии, входит в округ Гуарда. Является составной частью муниципалитета Говея. Находится в составе крупной городской агломерации Большое Визеу. По старому административному делению входил в провинцию Бейра-Алта. Входит в экономико-статистический субрегион Серра-да-Эштрела, который входит в Центральный регион. Население составляет 624 человека на 2001 год. Занимает площадь 6,71 км².